# Hassāna At-Tamīmiyya
Hassāna At-Tamīmiyya nació a finales del emirato de Abd Rahman I, en el siglo VIII, y vivió en Elvira (Granada). Estudió la literatura y aprendió el arte de la poesía, es la poetisa hispanoárabe más antigua de quien se tiene noticia.

## Biografía.
El primer poema conocido de Hassāna At-Tamīmiyya está dirigido a Al-Hakam I en el año 800, poco después de la muerte de su padre, el poeta Abu I-Majsi. Durante esta época Hassana era bastante joven, por lo que aún no se había casado, así que este desamparo la llevó a ponerse bajo la protección de Al-Hakam I, a quien le escribió unos versos para invocar su protección:
A ti vengo ¡oh Al-Hakam!
doliente por Abu-l-Majsi
¡Dios riegue su tumba
de lluvia perenne!
Yo vivía en la abundancia
amparada en su bondad,
hoy me refugio en la tuya,

¡oh, Al-Hakam!
Al-Hakam quedó complacido de ella, le dio un pequeño sueldo, además escribió al gobernador de Elvira y este le concedió una buena dote.
Tiempo después, Hassana acudió a Abd Ar-Rahman II, hijo de Al-Hakam, quejándose de su gobernador Yabir Ibn Labid. El emir Al-Hakam
había escrito un documento de su puño y letra a favor de Hassana en el que estaban registrados los bienes que le pertenecían. Sin embargo, cuando estos documentos llegaron a manos de Yabir, este se negó a darle los privilegios que le correspondían. Por esta razón ella acudió al emir Abd Ar-Rahman II. Cuando llegó a su palacio, el emir la recibió lleno de regocijo y alegría, ya que él había conocido a su padre. Hassāna le recitó un poema y, cuando acabó, le contó al emir lo que sucedía. Abd Ar-Rahman II decidió ayudarla extendiéndole un documento. Hassana le dio un beso en la mano. El monarca mandó darle un regalo y, como agradecimiento, Hassana le escribió una qasida.

## Obra
Hassana escribió los Versos a Al-Hakam. Escribió también la Qasida a Abd Ar-Rahman II y el Poema al emir Abd Ar-Rahman II pidiéndole protección contra Yabir, gobernador de Elvira. En total se le atribuyen tres poemas y una qasida.